# Gamla Uppsala
Gamla Uppsala ("Uppsala Vecchia") è un villaggio della Svezia, situato a circa 4 km a nord dell'odierna città di Uppsala.

## Storia
A partire dal III secolo d.C. fu un importante centro religioso, economico e politico.
Gamla Uppsala fu la residenza dei re svedesi della leggendaria dinastia degli Ynglingar. Infatti le più antiche fonti scandinave come lo Ynglingatal e la Gutasaga si riferiscono ai sovrani di Svezia come "Re a Uppsala".
L'ultimo grande tempio pagano fu distrutto con la cristianizzazione del paese nell'XI secolo.